# Aspicilia hispida
Aspicilia hispida är en lavart som beskrevs av Mereschk. Aspicilia hispida ingår i släktet Aspicilia och familjen Megasporaceae.   Inga underarter finns listade i Catalogue of Life.